# شیپ رایدر
گوسفند، سگ و گرگ (به انگلیسی: Sheep, Dog 'n' Wolf) که به عنوان شیپ رایدر (به انگلیسی: Sheep Raider) نیز شناخته می‌شود، یک بازی در سبک معمایی، مخفی‌کاری و سکوبازی محصول آتاری اس‌ای است که برای پلتفرم‌های ویندوز و پلی‌استیشن ساخته شده‌است.
این بازی بر اساس مجموعه پویانمایی رالف گرگ و سم شیپ‌داگ ساخته شده‌است و داستان بازی بر پایه این انیمیشن است.

## گیم‌پلی
در این بازی کاراکترهای مختلف لونی تونز حضور دارند که شما کنترل کاراکتر گرگ را در اختیار دارید. هدف شما دزدیدن گوسفندان گله است که یک سگ از آن مراقبت می‌کند. هر مرحله از بازی در محیطی مختلف انجام می‌شود. شما باید در هر مرحله یکی از گوسفندان را بدون اینکه سگ متوجه شود بدزدید و آن را به محل مشخص شده که دور از سگ است ببرید. در هر مرحله وسایل مورد نیازی مانند موشک، پنکه، دینامیت و … در اختیار شما قرار می‌گیرد که باید با استفاده از آنها به دزدیدن گوسفندان بپردازید. این وسایل می‌تواند برای حواس‌پرتی، گول‌زدن یا کلک به دشمن استفاده شود. در هر مرحله یک ساعت پنهان وجود دارد که برای دریافت پاداش است.

## بازخورد
| گردآورنده  | امتیاز                  |
| ---------- | ----------------------- |
| گیم‌رنکینگز | (PC) 75.00% (PS) 73.04% |
| متاکریتیک  | (PS) 72/100             |

| ناشر                  | امتیاز  |
| --------------------- | ------- |
| آل‌گیم                 | [ ۴ ]   |
| گیم اینفورمر          | 7.25/10 |
| گیم رولیشن            | B       |
| گیم‌اسپات              | 5.7/10  |
| گیم‌زون                | 8/10    |
| آی‌جی‌ان                | 8/10    |
| اوپی‌ام (ایالات متحده) | [ ۱۰ ]  |